# Мавзолей Міралі-баба
42°17′59″ пн. ш. 69°45′16″ сх. д. / 42.29972° пн. ш. 69.75444° сх. д.
Мавзолей Міралі-баба (Мир-Алі-Баб, каз. Мірәлі баба күмбезі) — пам'ятка історії та архітектури XII—XX ст. у Шимкенті, у центральній частині Сайрама.

## Історія
Мавзолей Міралі-баба був зведений біля південного порталу мавзолею, що зруйнувався, його батька Падшак-Малік-Баба — суфійського шейха і богослова. Крім того, що Міралі-баба був сином відомого суфія, із даних у «Трактаті про святих Мадінат ал-Байда та Іспіджабі» (кінець XVII — початок XVIII ст.) відомо, що він був «сеїдом істинного походження (сахіх)» і мав двох синів — Ходжу Насруллаха Фарса та Фатхаллаха Маджзуба. В усному переказі додається, що Міралі-баба був видним ученим, поширював іслам.
У «Трактаті про святих Мадінат ал-Байда та Іспіджабі» описано первісну споруду над похованням: «Після його смерті приблизно через 15 років Мухаммад Туджар Гідждувані, який був з-поміж його відданих друзів, спорудив високий кам'яний надгробок». Далі сказано, що «могили синів по обидва боки джалвехану (приміщення, критого навісом) знаменитого їхнього батька розташовані».
Коли з'явився перший будинок мавзолею, невідомо. У 1925 Михайло Массон бачив руїновані залишки.
У 1982 мавзолей був включений до списку пам'яток історії та культури Казахської РСР республіканського значення і взятий під охорону держави.

## Опис
Мавзолей портально-купольний, складений із прямокутної цегли. Розміри будівлі — 7,66×6,26 м, висота 7,84 м. Об'ємно-просторова композиція проста — у прямокутник плану вписано квадратну усипальницю, перекриту сфероконічним куполом на циліндричному барабані.
Портал, що оформляє головний фасад, обернений на південь. Портал не має нічого спільного з канонічним середньоазіатським пештаком, абсолютно еклектичним за композицією та деталями. Арка виглядає сторонньою і непропорційно великою, вона не обмежена традиційним прямокутним обрамленням. За контрастом із простими гладкими стінами мавзолею портал щедро прикрашений фігурною цегляною кладкою, далекою від канонічних орнаментальних прикрас пештаку. Декоративні пояски та карнизи, фальшиві фронтончики над пілонами запозичені з архітектури російської еклектики кінця XIX століття та «цегляного стилю».